# トコブクロ
トコブクロは歌手でタレントの所ジョージと男性デュオのコブクロが合体して結成したユニット。
所ジョージが、CM出演していたアサヒ飲料の缶コーヒー「WONDA モーニングショット」の宣伝のために、期間限定で結成したユニットである。

## ディスコグラフィー

### シングル
- 「毎朝、ボクの横にいて。」（2004年9月23日、ワーナーミュージック・ジャパン）

作詞・作曲：所ジョージ　編曲：コブクロ
1. 毎朝、ボクの横にいて。
2. 毎朝、ボクの横にいて。-Sweet drip mix-
3. 毎朝、ボクの横にいて。（Instrumental）
4. 毎朝、ボクの横にいて。-Sweet drip mix-（Instrumental）

-Sweet drip mix-は所が参加していない別バージョンで、アレンジも大幅に異なる。コブクロのアルバムにこのコブクロのみのバージョンで収録される。
オリコン初登場18位。所ジョージにとっては、「明石家さんまさんに聞いてみないとネ」の30位を抜きオリコン最高位記録を更新した。

### 未商品化
- のこぎりの唄

所がレギュラー出演している『大改造!!劇的ビフォーアフター』のエンディングテーマとして、第1期終盤からスペシャルにかけて使用された。

## 収録アルバム
- MUSIC MAN SHIP(#2)
- ALL SINGLES BEST(#2)

※コブクロバージョンのみがアルバム収録されており、トコブクロバージョンはアルバム未収録。